# Varbergs kontrakt
Varbergs kontrakt var ett kontrakt i Göteborgs stift inom Svenska kyrkan i Västra Götalands län.Kontraktet upphörde 2018 och dess församlingar överfördes då till Varbergs och Falkenbergs kontrakt.
Kontraktskod var 0814.

## Administrativ historik
Kontraktet har funnits sedan åtminstone 1699 och omfattar efter 1864 då Falkenbergs kontrakt utbröts och från före 1962
- Grimetons församling som 2002 uppgick i Himledalens församling
- Gödestads församling som 2002 uppgick i Himledalens församling
- Hunnestads församling som 2002 uppgick i Himledalens församling
- Lindbergs församling som 2010 namnändrades till Lindberga församling
- Nösslinge församling som 2002 uppgick i Himledalens församling
- Rolfstorps församling som 2002 uppgick i Himledalens församling
- Skällinge församling som 2002 uppgick i Himledalens församling
- Spannarps församling
- Stamnareds församling som 2010 uppgick i Lindberga församling
- Torpa församling som 2010 uppgick i Lindberga församling
- Träslövs församling
- Tvååkers församling
- Valinge församling som 2010 uppgick i Lindberga församling
- Varbergs församling

1962 tillfördes från Falkenbergs kontrakt
- Dagsås församling som 2006 uppgick i Sibbarp-Dagsås församling
- Sibbarps församling som 2006 uppgick i Sibbarp-Dagsås församling

1975(?) tillfördes från Marks och Bollebygds kontrakt
- Karl Gustavs församling som 2006 uppgick i Kungsäters församling
- Kungsäters församling som 2012 uppgick i Veddige-Kungsäters församling
- Grimmareds församling som 2006 uppgick i Kungsäters församling
- Gunnarsjö församling som 2006 uppgick i Kungsäters församling

Vid en tidpunkt mellan 1994 och 1998  tillfördes från Fjäre och Viske kontrakt
- Stråvalla församling som 2014 uppgick i Värö-Stråvalla församling
- Sällstorps församling som 2006 uppgick i Veddige församling
- Veddige församling som 2012 uppgick i Veddige-Kungsäters församling
- Värö församling som 2014 uppgick i Värö-Stråvalla församling
- Ås församling som 2006 uppgick i Veddige församling